# José Corti
 (janvier 2017).
Si vous disposez d'ouvrages ou d'articles de référence ou si vous connaissez des sites web de qualité traitant du thème abordé ici, merci de compléter l'article en donnant les références utiles à sa vérifiabilité et en les liant à la section « Notes et références ».
Pour les articles homonymes, voir Corti.
Joseph Corticchiato, dit José Corti, né le 14 janvier 1895 à Vitry-sur-Seine et mort le 25 décembre 1984 à Paris 5e, est un éditeur français. Spécialisé dans la publication de livres apparentés au dadaïsme et au surréalisme, il crée les Éditions Surréalistes en 1925, puis en 1938 la maison d'édition indépendante qui porte son nom.
Il a aussi utilisé les pseudonymes de Roch Santa-Maria (comme auteur de romans policiers et comme journaliste aux Nouvelles littéraires) et de Sidney O'Brien.

## Biographie
Joseph Roch Antoine Corticchiato est né d'une famille corse installée en Provence et dans la région parisienne. Appartenant à la classe 1915, il est incorporé le 19 décembre 1914 au 130e régiment d'infanterie.  Soldat de 1re classe le 10 mai 1915, caporal fourrier le 5 octobre 1915, sergent le 1er mai 1916, il est blessé le 24 juin 1916 à Maisons-en-Champagne. Passé au 30e régiment d'infanterie le 13 juin 1918, il est également blessé le 2 octobre 1918. Nommé au 22e régiment d'infanterie le 15 août 1919, il est démobilisé le 13 septembre 1919. Titulaire de la croix de guerre, il fait l'objet de la citation suivante en date du 6 novembre 1918 : «  Sous-officier d’une bravoure et d’un sang-froid remarquables, s’est particulièrement distingué pendant la période des combats du 6 septembre au 2 octobre 1918. » Il est médaillé militaire le 20 octobre 1934.
En 1925, peu avant l'ouverture de la Galerie Surréaliste l'année suivante, José Corti fonde les Éditions Surréalistes et commence à éditer la plupart des auteurs surréalistes, publiant notamment des ouvrages de Louis Aragon, André Breton (Légitime défense) en 1926, Ralentir Travaux, signé par Breton, René Char et Paul Éluard en 1930, Le Clavecin de Diderot de René Crevel en 1932, De derrière les fagots en 1934 et Je sublime en 1936 de Benjamin Péret, La Métamorphose de Narcisse de Salvador Dalí en 1937, et beaucoup d'autres.
En 1938, il crée la maison d'édition homonyme et publie en l'espace de deux ans quatre livres fondateurs : les Œuvres complètes de Lautréamont, encore méconnu à l'époque, Au château d'Argol de Julien Gracq, L'Âme romantique et le rêve d'Albert Béguin et le Lautréamont de Gaston Bachelard. Ces publications posent alors l'esprit de la maison autour de quatre piliers : la poésie, Julien Gracq, le romantisme et l'essai littéraire. José Corti est également l'éditeur de livres d'universitaires, comme Georges Blin, Marcel Raymond, Jean Rousset, Charles Mauron, Gilbert Durand, qui publièrent dans la même maison des éditions d'Honoré de Balzac, Charles Baudelaire, etc. 
Sa librairie et maison d'édition, d'abord établie au 6 rue de Clichy à Paris, s'installe définitivement en 1935 au 11 rue de Médicis près du jardin du Luxembourg. C'est dans ce magasin que José Corti travaillait, face à la porte d'entrée.

### Le drame d'une vie
Le drame de la vie de José Corti, qu'il évoque dans ses Souvenirs désordonnés, est la disparition de son fils unique de dix-neuf ans, mort dans un camp de concentration en Allemagne en 1944. Corti explique ainsi les origines de ce drame : l'ingénieur et intellectuel François Le Lionnais était arrivé chez lui à Paris en 1944 sous couvert d'activités pour la revue Les Cahiers du Sud, recommandé par son fondateur Jean Ballard. Il avait « grossièrement accaparé »  sa librairie, reçu « sans précaution » beaucoup de résistants, s'y était fait adresser son courrier et « par son amateurisme criard et insensé » avait attiré l'attention de la Gestapo sur la maison Corti.
L'épouse de José Corti a ainsi été arrêtée, envoyée en camp de concentration d'où elle a pu revenir. Quant à leur fils, il a été arrêté également, interné à Fresnes et envoyé en camp de concentration où il est mort.
Le Lionnais est de son côté arrêté, torturé, et déporté à Dora. Par la suite, José Corti racontera comment, un jour, après la guerre, dans un esprit de vengeance, il manqua de peu de poignarder Le Lionnais, mais lui laissa la vie sauve.
Avec sa femme, revenue de camp de concentration, José Corti se convertit au catholicisme après la guerre.[réf. nécessaire]

## Une maison engagée
La maison d'édition José Corti s'engage, sous l'Occupation, dans la publication de textes clandestins (à l'instar des éditions de Minuit, par exemple). Elle publie de nombreux textes poétiques après la guerre, ainsi que des travaux universitaires parmi les plus novateurs et des rééditions d'auteurs peu connus voire oubliés, notamment du domaine anglais, comme Ann Radcliffe, William Thomas Beckford, Horace Walpole.
L'auteur le plus connu publié par José Corti, Julien Gracq (Le Rivage des Syrtes, prix Goncourt 1951, refusé par l'auteur), reflète assez bien l'esprit qui règne dans cette maison d'édition : efforts pour la recherche littéraire plus que pour les gros profits (tirages initiaux rarement très importants) et engagement dans des voies plus ou moins risquées.
Inscrite au-dessus et au-dessous d'une rose des vents – rappel d'une filiation de navigateurs – (frappée en son centre des initiales J.C.), la devise des éditions José-Corti, « Rien de commun », renvoie à l'époque de la naissance de la maison où les tirages étaient confidentiels et à l’engagement de la maison. Elle a une deuxième signification : José Corti aurait voulu, sous l'Occupation, montrer de manière implicite que sa maison d'édition n'avait « rien de commun » avec les occupants allemands.

### Corti après Corti
Après la mort de son fondateur en 1984, la maison d'édition José-Corti poursuit son activité sous la direction de Bertrand Fillaudeau, entré en 1980 comme assistant de José Corti, et rejoint, depuis 1996, par Fabienne Raphoz.
Tout en conservant l'esprit initial, Bertrand Fillaudeau ouvre le catalogue à de nouveaux auteurs (Éric Faye, Ghérasim Luca, Michel Fardoulis-Lagrange, Georges Picard) et crée deux nouvelles collections, « Ibériques » et « En lisant en écrivant », du nom de l'essai de Julien Gracq (1980). Cette collection regroupe des essais d'écrivains sur la relation qu'ils entretiennent avec l'écriture et la lecture. Fabienne Raphoz crée trois collections « la collection Merveilleux », la « Série américaine » et « Biophilia ». Elle accueille de nouveaux auteurs français contemporains (notamment Caroline Sagot-Duvauroux, Tatiana Arfel et Marc Graciano).
Fin 2016, la librairie du 11 rue de Médicis ferme. Elle rouvre en février 2017 sous l'enseigne « “Librairie des éditeurs associés”, laquelle accueille toujours le fonds des éditions Corti, ainsi que d'autres éditeurs indépendants. »
En 2023, c'est Marie de Quatrebarbes et Maël Guesdon qui prennent la direction de la maison.

## Iconographie
Les traits de José Corti ont été fixés dans un tableau de Tonia Cariffa.

## Publications
- Sous le nom de José Corti
  - Imitation sans esclavage : La Fontaine, Villon, Paris, Éditions José-Corti, 1981
  - Souvenirs désordonnés, Paris, Éditions José-Corti, 1983 et 2010
  - Provisoirement définitif, Paris, Éditions José-Corti, 1992

- Sous le nom de Roch Santa-Maria[9] :
  - La Rose de fer, Paris, Éditions Baudinière, 1936
  - Les Aventures de Barnafinus, Paris, Albin Michel, 1936
  - Pendu trop court…, Paris, Éditions Baudinière, 1938
  - Le Meurtre de l'infirmière, Paris, Les Éditions de France, 1939